# Борго Подгора (Латина)
Борго Подгора је насеље у Италији у округу Латина, региону Лацио.
Према процени из 2011. у насељу је живело 1623 становника. Насеље се налази на надморској висини од 31 м.